# Calligrapha intermedia
Calligrapha intermedia es una especie de escarabajo del género Calligrapha, familia Chrysomelidae. Fue descrita científicamente por Jacoby en 1882.
Esta especie se encuentra en América Central.